# Ouvéa
Pour le voilier utilisé par la DGSE, voir Affaire du Rainbow Warrior.
Cet article possède un paronyme, voir Uvéa.
Ouvéa (en iaai : Iaai ; en fagauvea : Uvea) est un atoll de la mer de Corail, le plus septentrional de l'archipel des îles Loyauté, au nord-est de la Grande Terre de la Nouvelle-Calédonie. Ouvéa est également une commune française dont le centre administratif et démographique est Fayaoué au centre de l'île. Peuplée par des populations kanak et polynésiennes (dont des Wallisiens), Ouvéa voit s'installer des missionnaires catholiques et protestants à partir de la seconde moitié du XIXe siècle, mais elle ne devient pas colonie de peuplement. Elle a été le théâtre de la prise d'otages d'Ouvéa en 1988.
La commune fait partie de l'aire coutumière Iaai.

## Géographie
Ouvéa est bordée à l'ouest par un large lagon et une plage de 25 km de long. Un groupe d'îlots, les Pléiades, prolongent les terres au nord et au sud. L'atoll est constitué de deux parties, une au sud et l'autre au nord, jointes par un isthme. Le sud de l'île principale, Lekiny est aujourd'hui relié par un pont à l'île de Mouli. L'île est souvent présentée comme l'un des plus beaux atolls du Pacifique. Elle est surnommée (concurremment avec l'île des Pins) l'« île la plus proche du Paradis », reprenant le titre d'un ouvrage paru sur Ouvéa dans les années 1970 par la Japonaise Katsura Morimura[réf. nécessaire].
L'île porte dans d'anciens ouvrages le nom d'île d'Halgan.
Annexes : Île Beautemps-Beaupré (Heo), Île de la Table (Hoo), liste complète des îles et îlots.

### Géologie et relief
Elle constitue ainsi, avec les îles voisines de Lifou et de Maré, la partie émergée de la ride des Loyauté, ancien arc volcanique intra-océanique d'âge éocène né des effets d'une subduction à plongement vers l'est, réaffecté ensuite par un magmatisme de type « point chaud » aux époques oligo-miocène. La ride a connu trois phases tectoniques principales : la formation d'abord d'un graben axial, suivi d'un événement compressif correspondant à l'obduction de l'éocène supérieur connue par la Grande Terre, et finalement la collision avec l'arc des Nouvelles-Hébrides. Les îles constituent donc les sommets de cette ride qui ont progressivement émergé à partir du Pléistocène, formant des atolls surélevés, en raison de la proximité de la zone de subduction de la fosse des Nouvelles-Hébrides (où la plaque australienne plonge sous la plaque des Nouvelles-Hébrides) qui entraîne un bombement de la croûte océanique de la plaque australienne, dernier épisode tectonique définissant la ride actuelle des îles Loyauté.

## Urbanisme

### Voies de communication et transports
- Aérodrome d'Ouvéa

## Toponymie
L'ile est ainsi nommée par des wallisiens l'ayant peuplée au XVIIIe siècle, originaire de la chefferie/tribu/royaume d'Uvea

## Histoire

### Avant les Européens
Des échanges anciens, que la tradition orale permet de faire remonter au XVIe siècle voire au-delà, avec l'île de Wallis et d'autres archipels polynésiens a permis de développer aux îles Loyauté une organisation clanique légèrement différente de celle de la Grande Terre. De plus, la présence à Ouvéa d'une langue polynésienne, le faga uvea, variante du wallisien, témoigne de ces mouvements de population.
À l'origine, les clans constituent une fédération plus ou moins lâche au sein d'une entité plus large organisée sur le plan politique, des chefferies d'importances variables dont les plus complexes se rencontrent à Gomen, Koumac, Pouébo et Canala sur la Grande Terre et surtout aux îles Loyautés et à l'île des Pins. Ces chefferies complexes le sont autant que les chefferies fidjiennes, auxquelles elles s'apparentent. Mais, à la suite des échanges de population entre les îles Loyauté et les archipels polynésiens, une hiérarchisation et une spécialisation des clans en fonction des attributions qui leur sont confiées au sein de la chefferie commencent à apparaître : il existe ainsi des clans des propriétaires fonciers, de la mer (regroupant les pêcheurs), de guerriers, notamment. Le chef assure la cohésion sociale entre ces clans et à ce titre, il est respecté et adulé par la population qui se réclame de lui. Des dynasties coutumières se mettent en place, sur le modèle de la royauté polynésienne.
Des dynasties de cette importance se sont succédé : par exemple à Fayawe (connu aujourd'hui sous l'orthographe francisée de Fayaoué), les deux premières sont originaires de Lifou, la dernière (encore en place) de la région de Voh sur la Grande Terre, et de Lifou (Hnacaom). Celle-ci, dite des Hwenegei (ou Wénéguéi), entretenait une relation guerrière avec la chefferie mélanésienne du nord de l'île, celle des Bahit (Bazit est une autre francisation). En échange de la terre mise à leur disposition, les immigrés polynésiens sont utilisés comme auxiliaires militaires lors de ces guerres coutumières.
Ces immigrés viennent des îles Wallis-et-Futuna, des Samoa (les militants indépendantistes de la prise d'otages d'Ouvéa étaient pour une grande part issus de ce groupe, établi à Téouta du fait de la christianisation), de Tonga et de Rarotonga. Ces Polynésiens ont adopté la culture mélanésienne en substituant des mots polynésiens aux termes de la langue iaai, sauf en ce qui concerne le respect du corps du chef, pour eux toujours tabou (kong en iaai). Dans les chefferies mélanésiennes de l'île, il existe toujours une famille dont l'aîné, dit hingat, a sur le chef le droit de remontrance et même de correction physique si le chef se conduit mal. Cela ne va pas jusqu'à la peine capitale, comme à Lifou, à certains moments de l'histoire de l'île. Les liens entre les groupes de descendance à Ouvéa et à Lifou sont nombreux, mais l'origine de ces liens sont floues en ce sens que la direction de la migration s'inverse selon que l'on interroge à Lifou ou à Ouvéa. À Lifou, la tradition rapporte que la chefferie de Wetr soit issue de la chefferie Aju à Nyimëhë (Nanéméhu), dans l'actuel district de Fayaoué. À Ouvéa, on raconte la même histoire en l'inversant, Aju viendrait de Wetr. Ces différences signifient tout simplement que la relation existe, mais qu'elle s'insère au sein d'un réseau où l'historicité de la relation n'est pas le facteur le plus pertinent.
Autour de chaque chefferie est construite une barrière, hag, qui définit le lieu où se déroulent tous les rites sociaux liés à elle. Un certain nombre de dignitaires ont pour fonction d'intervenir à la chefferie, de leur propre initiative.
- la « bouche du chef », qui parle au nom du chef mais au sein de discours qui l'inspirent et qui peuvent ne pas être en accord avec les désirs du chef,
- ceux qui ont pour tâche de réparer et construire les maisons du chef,
- celui qui s'occupe de la nourriture du chef en déplacement (cette tâche à la chefferie est celle de la première épouse, fille première-née d'une autre chefferie, qui a le droit de commander aux hommes),
- le serviteur proche du chef, dit ahnyaba, qui a le privilège de coucher avec le chef dans le grenier aux ignames (où l'épouse a accès mais ne peut pas coucher avec son mari) et qui peut seul manger les bananes du bananier au pied duquel le chef vient faire ses besoins la nuit,
- le gardien des richesses du chef,
- le prêtre de la divinité et/ou le magicien (obotrkong: esprit de l'île) qui assure la protection de la chefferie et qui est le plus grand dignitaire de la chefferie de Fayaoué, ainsi il crée les lois et les rôles au sein de la chefferie, sa parole a force de loi même pour le chef, il a donc le droit de remontrance,
- le maître de la construction des pirogues et de la navigation,
- ceux qui sont chargés de la protection militaire de la chefferie devant la guerre venant de telle ou telle direction, etc.

Le chef traditionnel est enserré par tant de liens divers, jamais exactement les mêmes, que son autonomie de décision est extrêmement faible, contrairement à ce que les premiers Européens ont longtemps pensé, considérant ces chefs comme de véritables monarques absolus. C'est un symbole plus qu'une autorité, il ne saurait prendre une décision sans être assuré de l'accord de son peuple. C'est à lui de le savoir et de faire le nécessaire. S'il n'y a plus accord, il peut y avoir abandon du chef. Le chef autocrate maître de la vie et de la mort des siens est une déformation européenne.

### Les missions 1850-1870
Ouvéa – alors connue sous le nom d'île Halgan depuis sa découverte en juin 1827 par Jules Dumont d'Urville –, comme les trois autres îles de Lifou, Maré et Tiga, est déclarée réserve mélanésienne intégrale par les autorités françaises et ne fait jamais l'objet d'une colonisation de peuplement. Le Gouverneur de Nouvelle-Calédonie prend possession de l'île en 1865, officiellement pour protéger les indigènes du blackbirding.
Le seul contact durable avec la culture occidentale va alors se faire par le biais des missions. Des catéchistes mélanésiens de Maré formés par des pasteurs de la London Missionary Society (LMS) sont les premiers à introduire la religion protestante à Ouvéa à partir de 1856, et l'île voit ensuite s'implanter son premier pasteur, un britannique, en 1864. Les catholiques pour leur part installent une mission mariste à partir de 1857, avec le père Jean Bernard (1807-1876) secondé d'un Wallisien nommé Siriano.
Il s'ensuit une période de rivalité entre les deux cultes, associé à des conflits claniques latents (notamment la rivalité entre les chefferies Hwenegei, qui a fait appel à des catéchistes protestants, et Bahit, qui a choisi en réaction le catholicisme), entraînant une véritable « guerre de religion » jusque dans les années 1870, provoquant l'exil des protestants du nord et du centre sur la Grande Terre. Aujourd'hui, sont catholiques : Mouli, Fayawa (Fayava) et Lekine (Lekiny) au sud ; une part du village de Ognahut (Honyoü) et de Ouloup (Hulup), au centre ; Takedji (Takeji), Eot, Ognat (Ohnyotr) et une partie de Weneki (Üenkiny) et Téouta au nord. Sont protestants, au nord : Gossanah (Gosana), une partie de Weneki et de Ognat, et au centre, la presque totalité de Fayaoué. Ce qui construit un équilibre où la majorité fluctue en fonction des données démographiques et de l'émigration vers Nouméa.

### 1870-1947
Lors de la Seconde Guerre mondiale, l'aviso Chevreuil, des Forces navales françaises libres, est envoyé en Nouvelle-Calédonie, par le commandant de la Marine dans le Pacifique, le capitaine de frégate Cabanier, pour des missions de maintien de l'ordre. Commandé par l'enseigne de vaisseau Fourlinnie, il fait un passage à Ouvéa entre le 16 et le 21 décembre 1941.

### La prise d'otages d'Ouvéa
Le 22 avril 1988, des indépendantistes Kanaks du FLNKS attaquèrent le poste de gendarmerie de Fayaoué, tuant trois gendarmes par balle. Un quatrième grièvement blessé par un coup de tamiok mourra le 24 avril. Les indépendantistes prirent en otage vingt-sept gendarmes dont une moitié fut  emmenée dans une grotte près de Gossanah. Les seconds seront relâchés sur ordre du chef de Mouli. La population, qui n'avait pas été prévenue de l'attaque et de ses conséquences, refusera dans tous les villages traversés de fournir gîte  et nourriture aux preneurs d'otages et à leurs prisonniers. Ils devront se satisfaire des rations de l'armée emportées par précaution. La grotte n'appartenait pas au village de Gossanah. Elle était la résidence du dieu Watetô, dont les prêtres étaient deux frères, tous les deux pasteurs protestants en poste à Lifou au moment des événements ; ils n'ont pu intervenir parce que personne n'y était au courant. Depuis, ayant pris leur retraite et revenus sur Ouvéa, les deux frères Wete ont interdit la grotte à qui que ce soit et arrêté les visites[réf. nécessaire].
Le 5 mai 1988, trois jours avant le second tour de l'élection présidentielle française de 1988, cette prise d'otages se termina par un affrontement violent. Les forces de l'ordre donnèrent l'assaut sur ordre des autorités françaises ; l'ordre de marche des troupes spéciales venues de France portait, constitutionnellement, la signature du président de la République François Mitterrand[réf. nécessaire].
Un total de dix-neuf preneurs d'otages et deux militaires furent tués, lors de l'assaut qui dura plusieurs heures selon la version officielle de l'armée. Contrairement à cette version, plusieurs enquêtes journalistiques affirment que la plupart des otages et des ravisseurs sont sortis vivants de la grotte et que l'armée française aurait participé à des exécutions pour venger les gendarmes tués. Cette enquête n'a jamais été dévoilée officiellement, car les accords de Matignon prévoyaient l'amnistie des responsables, Kanaks et militaires. Sur les dix-neuf preneurs d'otages, douze avaient une balle dans la tête. En 2008, Michel Rocard déclarera avoir été au courant qu'« il y a eu des blessés kanaks et deux de ces blessés ont été achevés à coups de bottes par des militaires français, dont un officier ». Mathieu Kassovitz a adapté au cinéma cette prise d'otage dans L'Ordre et la Morale, en reprenant le point de vue du capitaine de gendarmerie (GIGN) Philippe Legorjus.
En 1997 Charles Belmont a réalisé le documentaire  Les Médiateurs du Pacifique à Ouvéa avec la participation de Kanaks ayant vécu la prise d'otages.
Un odonyme local (« Esplanade du 22-Avril » à Dumbéa) rappelle également ces événements.

## Politique et administration

### Liste des maires

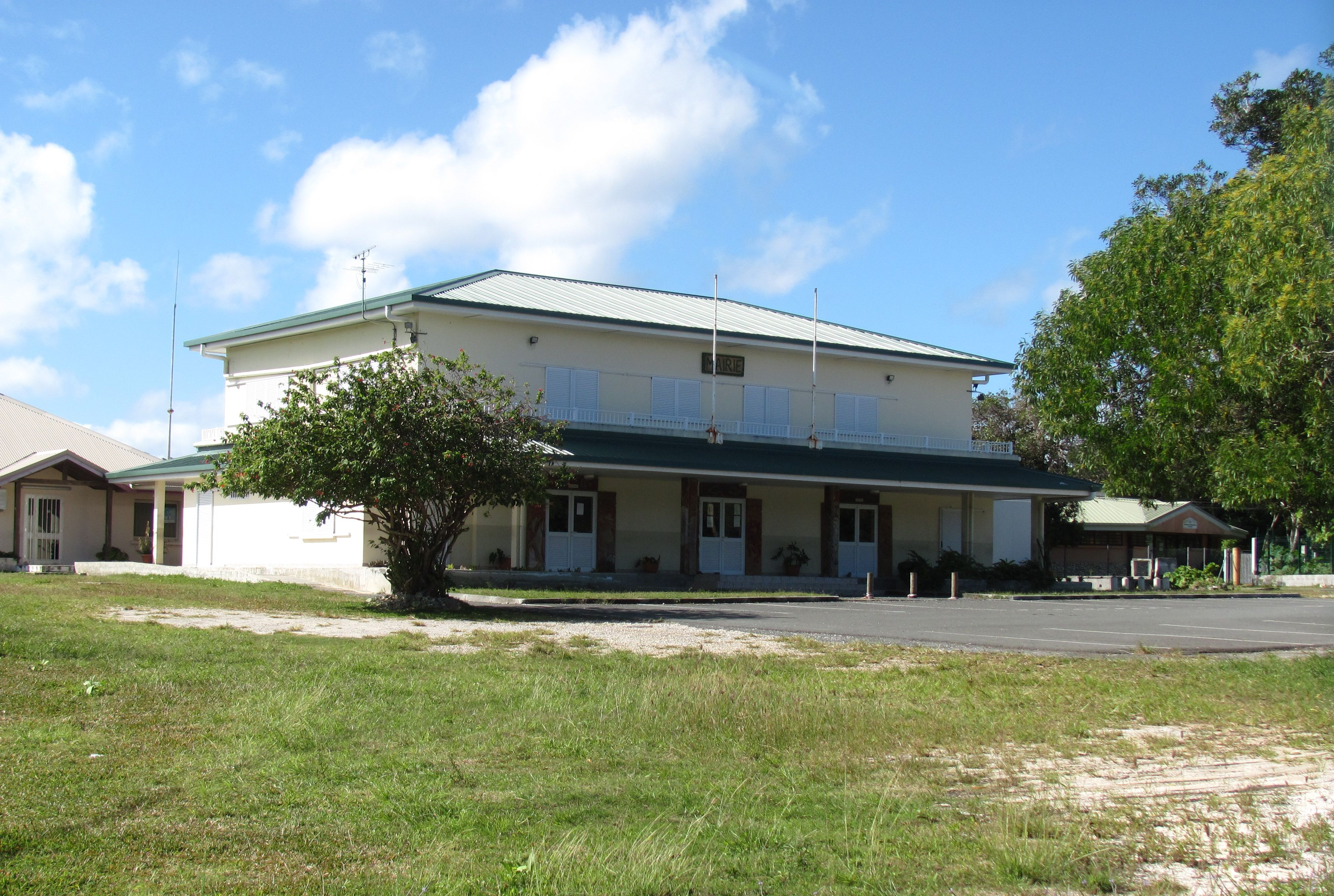
La mairie d'Ouvéa, à Wadrilla

| Période                                  | Période  | Identité         | Étiquette        | Qualité |
| ---------------------------------------- | -------- | ---------------- | ---------------- | ------- |
| Les données manquantes sont à compléter. |          |                  |                  |         |
| 1961                                     | 1967     | Jules Wadigat    | UC               |         |
| 1967                                     | 1970     | Luc Mindia       |                  |         |
| 1970                                     | 1971     | Jules Wadigat    | UC               |         |
| 1971                                     | 1971     | Laurent Ihmeling |                  |         |
| 1972                                     | 1973     | Amédée Nahiet    | UC               |         |
| 1973                                     | 1977     | Saoulo Helloa    | UC               |         |
| 1977                                     | 1985     | Malaki Capoa     | Palika puis LKS  |         |
| 1985                                     | 1989     | Ohwan Hossea     | FLNKS-FULK       |         |
| 1989                                     | 2001     | Cyriaque Alosio  | FLNKS-UC         |         |
| 2001                                     | 2008     | Boniface Ounou   | FLNKS-UNI-Palika |         |
| 2008                                     | 2014     | Maurice Tillewa  | FLNKS-UC         |         |
| 2014                                     | 2020     | Boniface Ounou   | FLNKS-UNI-Palika |         |
| 2020                                     | En cours | Maurice Tillewa  | FLNKS-UC         |         |

### Découpage territorial
| Districts coutumiers | Tribus |
| -------------------- | --- |
| Centre - Fayaoué     | Banout, Fayaoué, Guei, Nanéméhu, Nimaha, Ognahut-Saint-Paul, Ouassadieu, Ouenghé, Ouloup-Saint-Gabriel, Wakatr, Wadrilla |
| Sud - Mouli          | Fayawa, Lekine, Mouli |
| Nord - Imone         | Gossanah |
| Nord - Saint-Joseph  | Eot-Saint-Joseph, Ognat-Saint Thomas, Téouta-Ounes, Weneki, Gossanah                                                     |
| Takedji              | Takedji |

## Population et société

### Démographie
L'évolution du nombre d'habitants est connue à travers les recensements de la population effectués dans la commune depuis 1956. À partir de 2006, les populations légales des communes sont publiées annuellement par l'Insee, mais la loi relative à la démocratie de proximité du 27 février 2002 a, dans ses articles consacrés au recensement de la population, instauré des recensements de la population tous les cinq ans en Nouvelle-Calédonie, en Polynésie française, à Mayotte et dans les îles Wallis-et-Futuna, ce qui n’était pas le cas auparavant. Ce recensement se fait en liaison avec l'Institut de la statistique et des études économiques (ISEE), institut de la statistique de la Nouvelle-Calédonie. Pour la commune, le premier recensement exhaustif entrant dans le cadre du nouveau dispositif a été réalisé en 2004, les précédents recensements ont eu lieu en 1996, 1989, 1983, 1976, 1969, 1963 et 1956.
En 2019, la commune comptait 3 401 habitants, en augmentation de 0,8 % par rapport à 2014 (Nouvelle-Calédonie : +0,98 %).
| 1956  | 1963  | 1969  | 1976  | 1983  | 1989  | 1996  | 2004  | 2009  |
| ----- | ----- | ----- | ----- | ----- | ----- | ----- | ----- | ----- |
| 2 180 | 2 087 | 2 001 | 2 777 | 2 772 | 3 540 | 3 974 | 4 359 | 3 392 |

| 2014  | 2019  | - | - | - | - | - | - | - |
| ----- | ----- | - | - | - | - | - | - | - |
| 3 374 | 3 401 | - | - | - | - | - | - | - |

## Culture locale et patrimoine

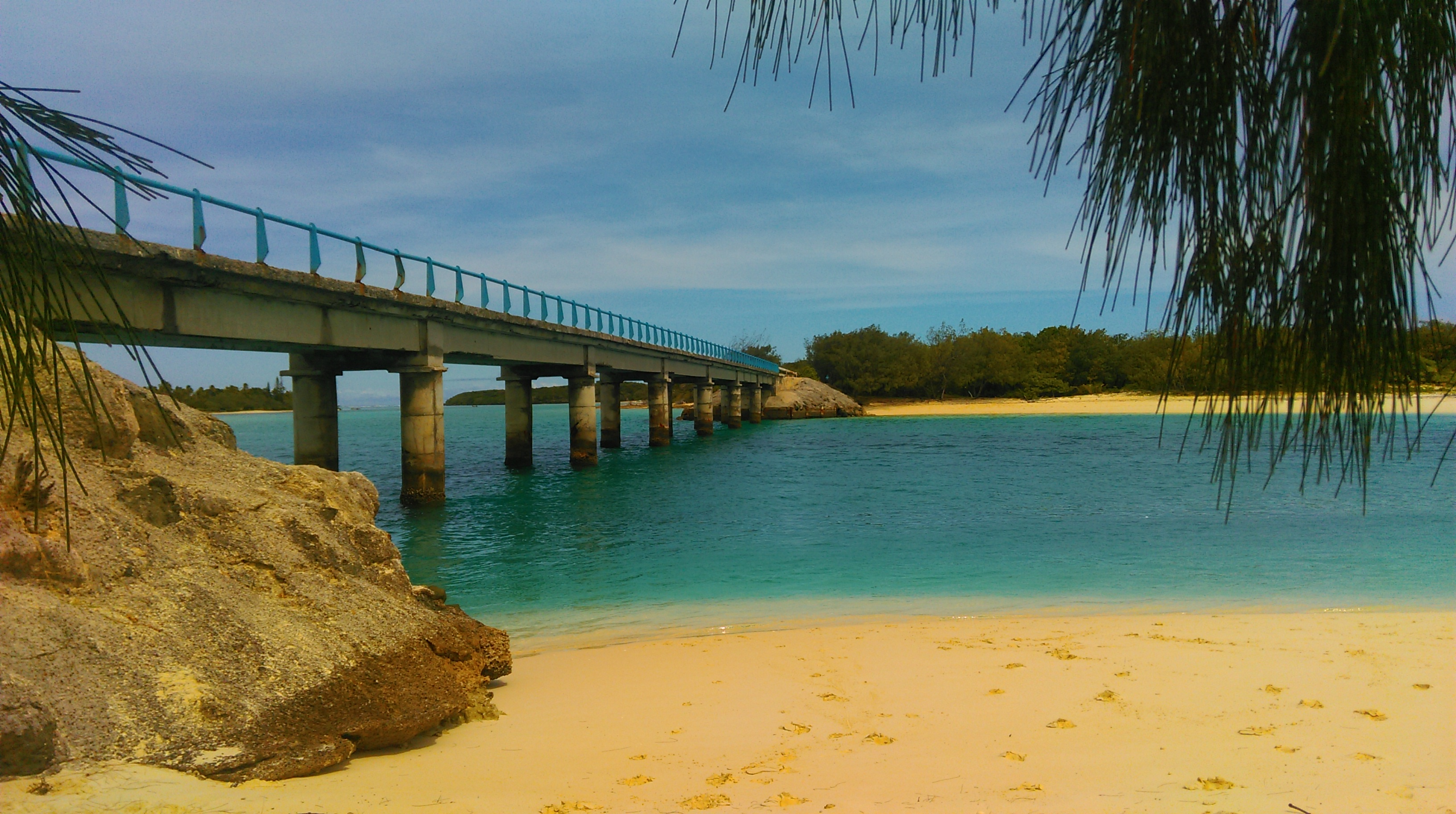
Le pont de Mouli qui sépare les deux parties d'Ouvéa (l’île de Mouli et le reste de l’île)

Depuis 2008 l'ensemble de l'île d'Ouvéa, ainsi que l'île Beautemps-Beaupré qui lui est rattachée, font partie des lagons de Nouvelle-Calédonie inscrits au Patrimoine mondial de l'UNESCO dans la zone dite « Zone d'Ouvéa et Beautemps-Beaupré ».
Le 8 décembre 2023, le nouveau pont de Mouli reliant les deux parties d'Ouvéa a été inauguré, après 3 ans de travaux. Long de 180 mètres et conçu pour résister à l'érosion, il remplace l'ancien pont qui y siégeait depuis 37 ans.

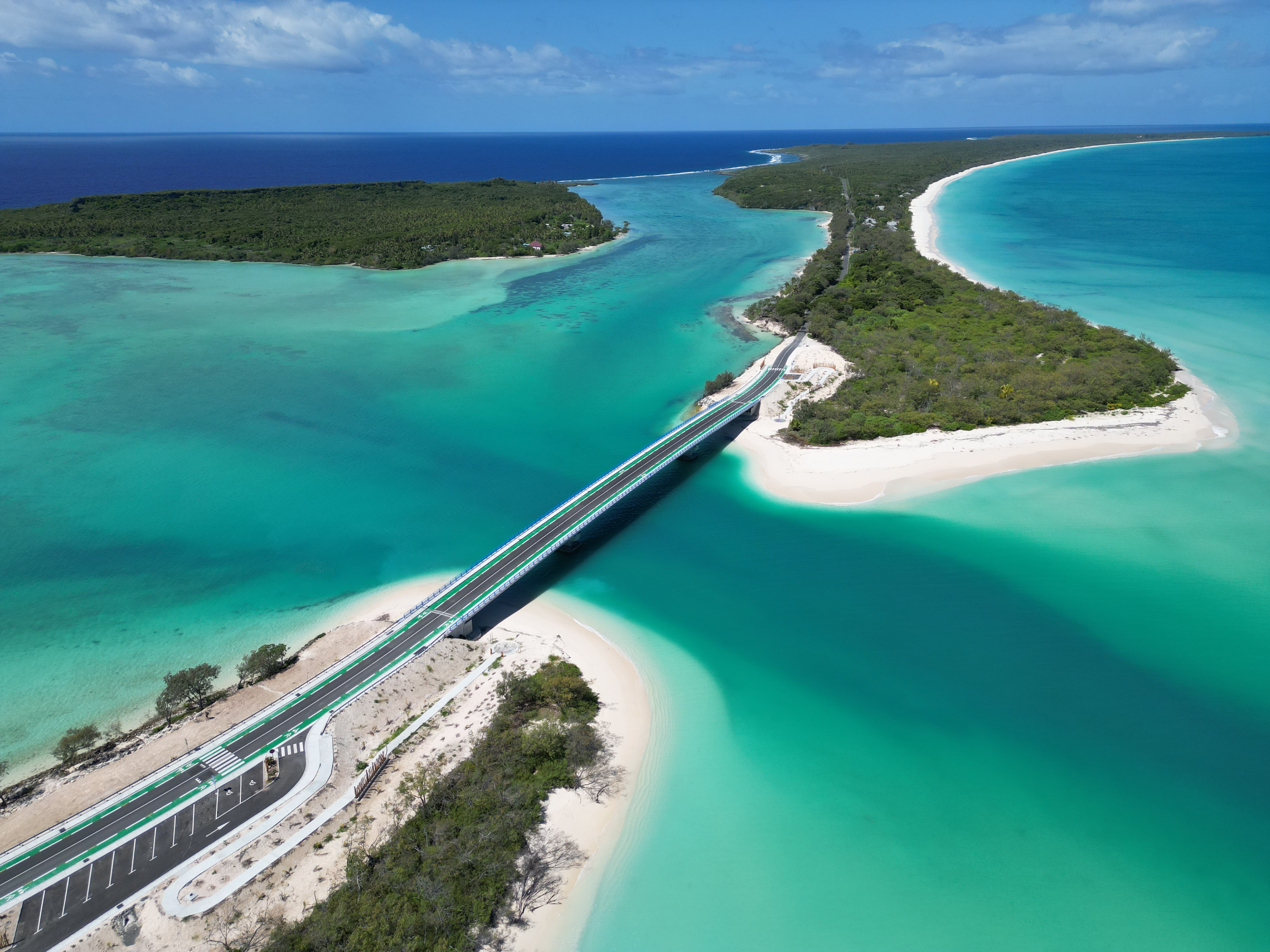
Nouveau pont de Mouli

### Lieux et monuments
- Église du Saint-Nom-de-Marie de Mouli.
- Église Saint-Michel de Fayaoué.
- Église Saint-Joseph d'Ouvéa.
- Temple protestant de Fayaoué.

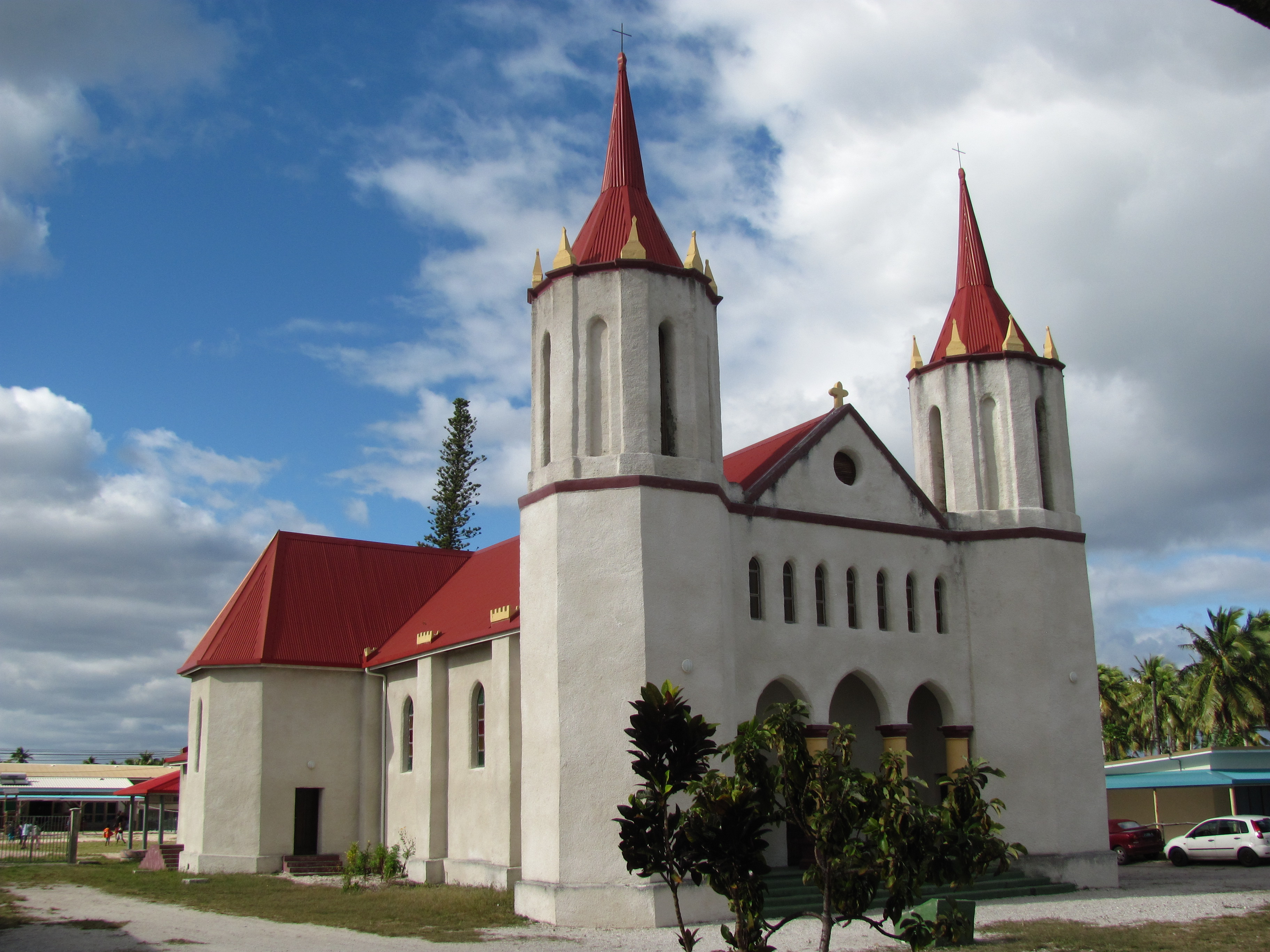
Église Saint-Michel de Fayaoué
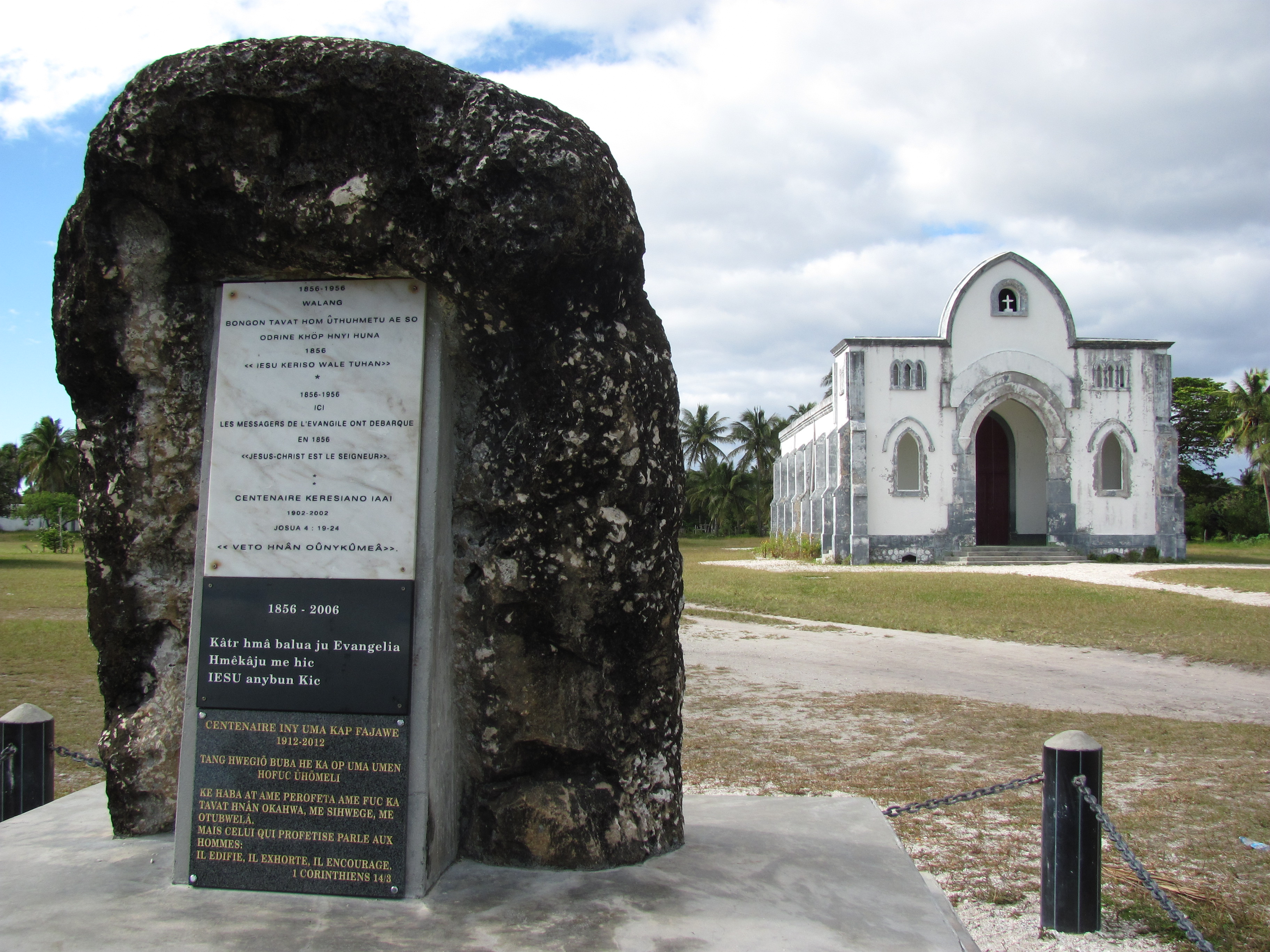
Temple protestant de Fayaoué

## Patrimoine culturel

### Langues parlées
Deux langues sont parlées à Ouvéa, le iaai et le faga-uvea. Cette dernière est une langue polynésienne, nettement distincte des autres langues de Nouvelle-Calédonie, même si elle fait partie de la même famille des langues austronésiennes. Elle est en effet proche de la langue wallisienne parlée à Wallis.

### Philatélie
Les falaises de Lékiny, situées au sud d'Ouvéa, figurent sur un timbre de 17 francs pacifiques émis par l'OPT. En légende, le site est orthographié "Lekine".